# Карл Улоф Річард Стурен
Карл Улоф Ріхард Стурен (*10 січня 1974) — шведсько-український підприємець, почесний консул Швеції в Україні.

## Біографія
Народився 10 січня 1974 року в Стокгольмі (Швеція). Закінчив Курси підготовки військової поліції Швеції. У 2002 закінчив IMD Університет в Лозанні (Швейцарія).
З 1993 по 1994 — служба в королівській почесній варті, кавалерія.
З 1994 — переїхав в українське місто Каховка, де зайнявся бізнесом.
З 1996 — Генеральний директор Закритого акціонерного товариства «ЧУМАК».
З 2000 — Почесний консул Швеції в Каховці (Україна).

## Нагороди
- орден «За заслуги» III ступеня (5 червня 2003) — за активну діяльність у сприянні процесам економічного розвитку України, формування її позитивного інвестиційного іміджу[1];
- орден «За заслуги» II ступеня (18 серпня 2009) — за вагомий особистий внесок у зміцнення міжнародного авторитету України, популяризацію її історичної спадщини і сучасних досягнень та з нагоди 18-ї річниці незалежності України[2];